# José Ferraz Penelas
José Ferraz Penelas (? - Valencia, 26 de enero del 1959) fue un abogado, propietario y político español. Fue alcalde de Valencia de 1915 a 1916 y diputado a Cortes Españolas por el distrito de Chelva en las listas del Partido Conservador en las elecciones generales españolas de 1918, 1919 y 1920. Tuvo el título nobiliario de IV marqués de Amposta (1956-1959).
Junto con José Ferraz Turmo escribió el libro Biografía del Exmo.Sr. D. José Ferraz y Cornel (Tipografía La Editorial, 1915).